# جوش برنس
جوش برنس (بالإنجليزية: Josh Prince)‏ هو لاعب كرة قاعدة أمريكي، ولد في 26 يناير 1988 في سولفور في الولايات المتحدة.

## وصلات خارجية
- جوش برنس على موقع دوري كرة القاعدة الرئيسي (الإنجليزية)
- جوش برنس على موقعبيزبول رفرنس.كوم (الدوري الرئيسي) (الإنجليزية)
- جوش برنس على موقعبيزبول رفرنس.كوم (الدوري الثانوي) (الإنجليزية)
- جوش برنس على موقع إي إس بي إن.كوم (أم.أل.بي) (الإنجليزية)
- جوش برنس على موقع مشجعي الرسوم البيانية (الإنجليزية)